# Palais Petina
Le Palais Petina est un édifice historique de Naples, situé sur la Piazza Cavour.

## Histoire et description
Le palais a probablement été construit dans la première moitié du XVIIe siècle. Au siècle suivant, elle appartint à la famille Confalone, marquis de Petina. 
Le bâtiment présente une imposante façade de cinq étages sur la Piazza Cavour, rénovée pour la dernière fois au XIXe siècle. La cour rectangulaire intérieure est fermée à l’extrémité par un escalier ouvert à trois arches. Le jardin a été perdu dans les années 1870, lorsque la via Mario Pagano a été construite.
Le bâtiment abrite aujourd'hui des appartements privés, des bureaux et une chambre d'hôtes et est très bien conservé.
Au rez-de-chaussée, le bâtiment abrite la Farmacia del Sole (à l'origine appelée Spezieria del Sole,) qui est présente depuis plus de 205 ans et où la poudre de Roccasecca était vendue,.

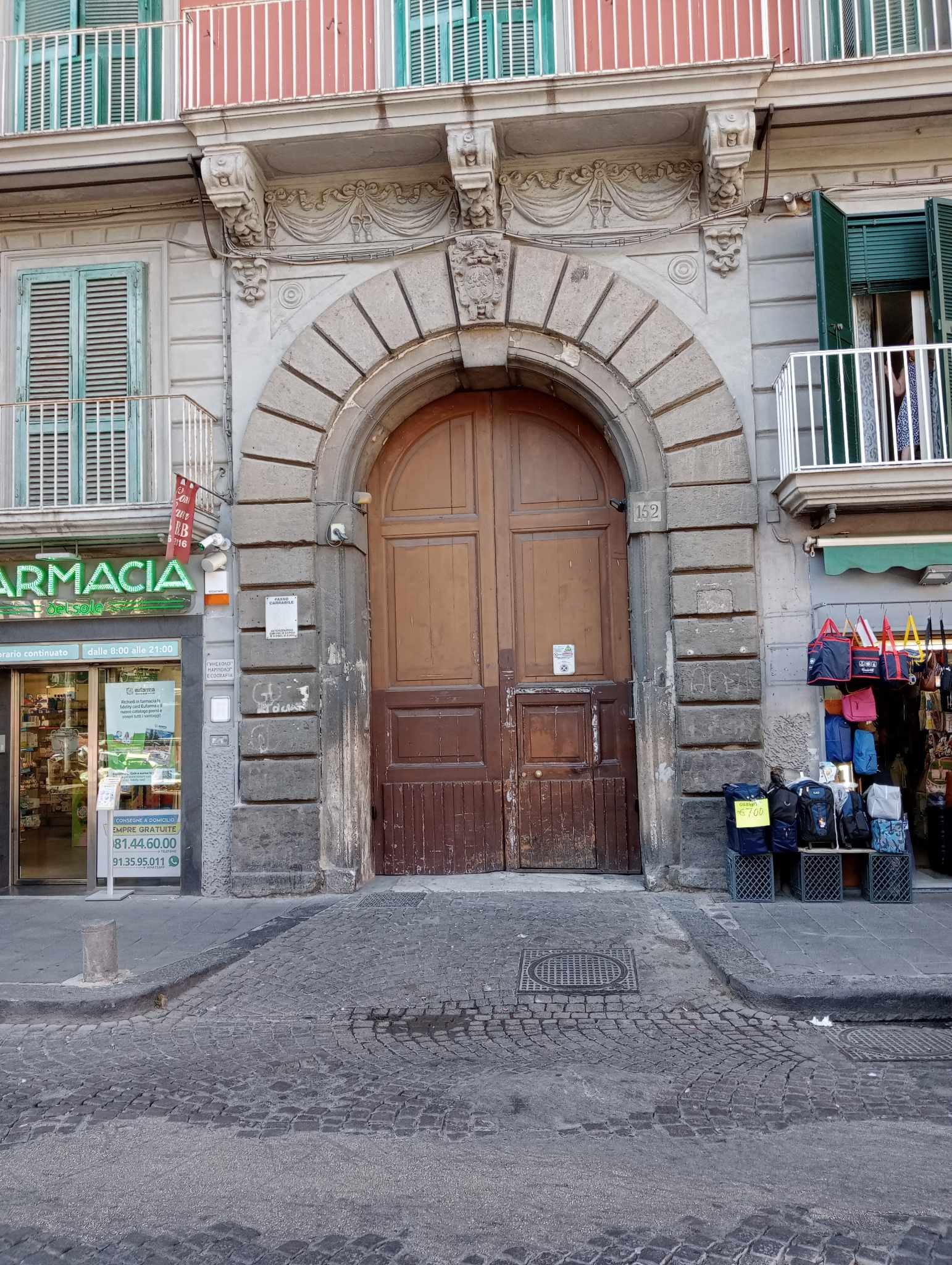
Le portail.
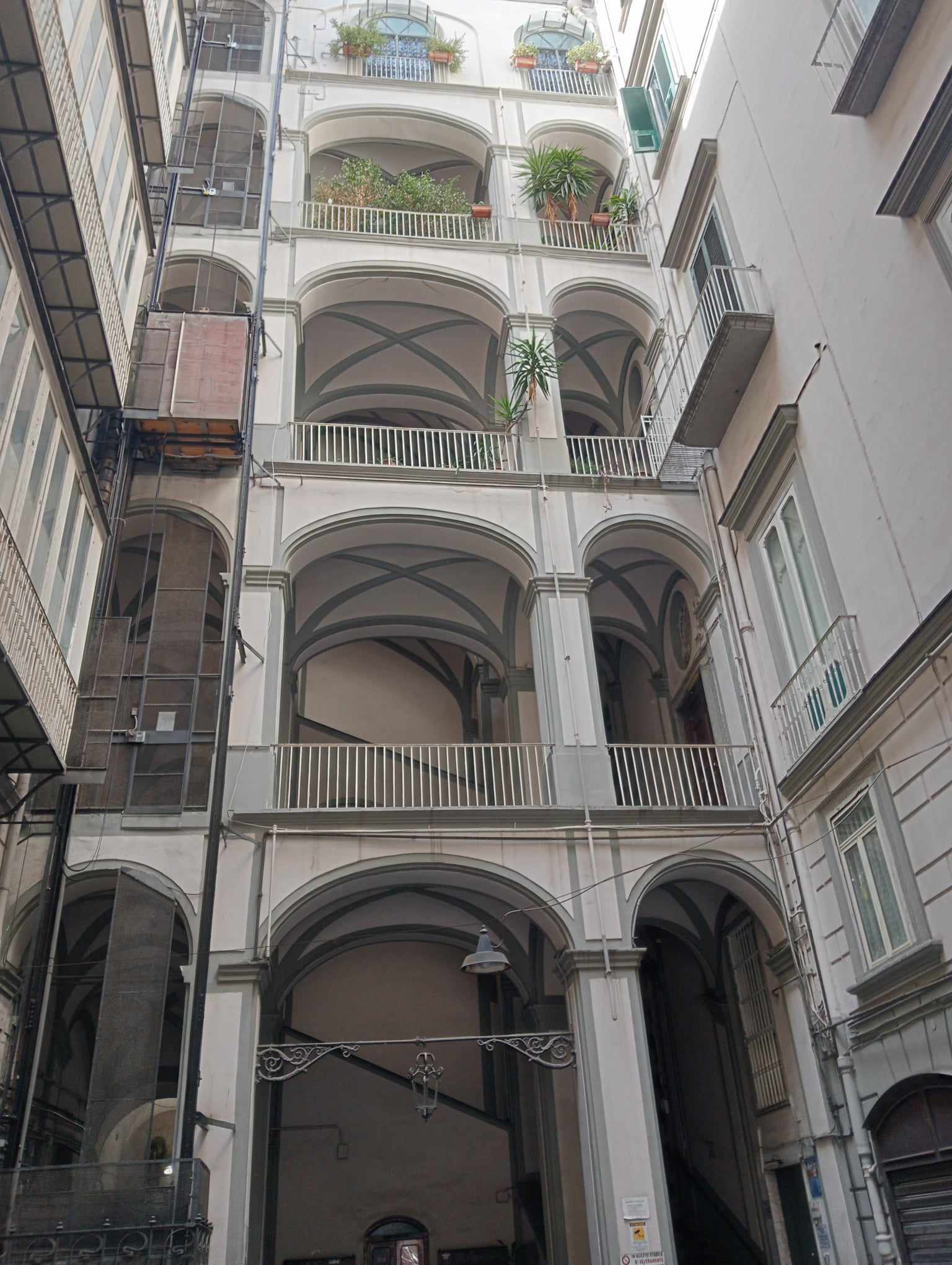
L'escalier ouvert.